# Рокатенда
Рокатенда, или Палувех, или Палу — активный стратовулкан в Индонезии.
Находится на острове Палу,  к северу от острова Флорес. Относится к провинции Восточные Малые Зондские острова. Высота над уровнем моря — 875 м.
Рокатенда один из действующих вулканов Индонезии. Извержения  произошли в 1650 ± 50, 1928, 1972 и 2012 гг. Последнее извержение началось 10 августа 2013 года.  Потоки лавы в основном текли на юг от вершины. Но лава после небольшого извержения 10 августа 2013, стала двигаться на север.

## Извержение 10 августа 2013 года
Извержение началось утром 10 августа. До этого люди неоднократно ощущали слабые подземные толчки. Однако никто не сообщил об этом властям. В тот день на пляже расположенном в 7 км от вулкана находились люди. И примерно в 11 часов утра раздался громкий гул издававшийся из-под земли и через несколько минут раздался жуткий грохот, после которого в небо поднялись тучи пепла. Началось извержение вулкана. Пирокластическая волна с огромной скоростью сходившая с горы накрыла пляж. По неофициальным данным погибло 9 человек. Власти начали незамедлительную эвакуацию, но некоторые люди отказались покидать свои дома.